# Ignacio Garmendia
Manuel Ignacio Garmendia Garmendia (né le 7 août 1982 à Santiago), est un acteur et chanteur chilien.

## Télévision

### Telenovelas
| Année     | Telenovela       | Personnage          | Chaîne   |
| --------- | ---------------- | ------------------- | -------- |
| 2009      | Corazón rebelde  | Manuel Santander    | Canal 13 |
| 2010      | Feroz            | Leonardo "Leo" Cruz | Canal 13 |
| 2012      | Soltera otra vez | Rafael Campos       | Canal 13 |
| 2013      | Las Vega's       | Juan Pablo Vallejos | Canal 13 |
| 2014-2015 | Pituca sin lucas | Felipe Goycolea     | Mega     |
| 2016      | Pobre gallo      | Francisco Silva     | Mega     |
| 2016-2017 | Amanda           | Mateo santa cruz    | Mega     |

### Émissions
| Année | Émission de télévision | Rôle                   | Chaîne   |
| ----- | ---------------------- | ---------------------- | -------- |
| 2010  | Alfombra roja          | Animateur remplacement | Canal 13 |
| 2012  | Bienvenidos            | Invité                 | Canal 13 |

### Sources
- (es) Cet article est partiellement ou en totalité issu de l’article de Wikipédia en espagnol intitulé « Ignacio Garmendia » (voir la liste des auteurs).